# 借王
『借王』（シャッキング）は、リイド・コミックで連載されていた、平井りゅうじ原作・土山しげる作画の漫画作品。
1997年から2002年に日活製作・配給により哀川翔主演で映画化された（全9作）ほか、2009年と2011年にWOWOWで連続ドラマとして、2014年にはテレビ東京で単発テレビドラマとして放送された。

## ストーリー
ひかり銀行大阪中央支店で次長を務める安斉満は、東大卒のエリート銀行マン。周囲からは「出世街道まっしぐら」と言われ、大変期待されている存在。だが、一つだけ弱点があった。大金を預金している顧客・青柳様の15億円を使い込んでいたのである。青柳様から「黙っている代わりに1億ずつ返して欲しい」と言われ、首が回らなくなってしまった。たまたま出会った浪速南署の刑事・水沼正三警部補と、経営がうまく行かなくなった高級クラブ「バセロン」のママ・森下怜子の3人でビジネスパートナーシップを組み、悪質な仕事をしている会社及び人間を騙し、金を巻き上げる。

## 登場人物
- 安斎満（あんざい みつる）

本作の主人公。東大卒のエリート銀行マン。
- 水沼正三（みずぬま しょうぞう）

浪速南署刑事。警部補。
- 森下怜子（もりした れいこ）

高級クラブ「バセロン」のママ

## 書誌情報
『借王』 リイド社〈SPコミックス〉
1. 1996年3月発売、ISBN 978-4-8458-1378-0
2. 1996年8月発売、ISBN 978-4-8458-1379-7
3. 1996年11月発売、ISBN 978-4-8458-1328-5
4. 1997年3月発売、ISBN 978-4-8458-1374-2

『借王2』 リイド社〈SPコミックス〉
1. 2000年3月発売、ISBN 978-4-8458-1521-0
2. 2000年9月発売、ISBN 978-4-8458-1522-7
3. 2001年4月発売、ISBN 978-4-8458-1523-4

『新・借王』 日本文芸社〈ニチブンコミックス〉
1. 2001年10月発売、ISBN 978-4-537-10033-4
2. 2002年2月発売、ISBN 978-4-537-10064-8
3. 2002年6月発売、ISBN 978-4-537-10095-2

## 映画・オリジナルビデオ
日活製作・配給にて哀川翔、志賀勝、夏樹陽子主演で実写映画化された。シリーズ第1作『借王』と第2作『借王2』は同日（1997年10月11日）に公開された。
シリーズ化され2002年まで全9作が製作された。借王3人（安斉満、水沼正三、森下怜子）が身元を偽装して相手方に取り入り、大型詐欺をおこなうストーリーである。ハードな役柄が多い哀川翔であるが、この作品ではクールな銀行マンを演じている。
第8作『狙われた学園』第9作『ファイナル』は同じキャスト・スタッフでオリジナルビデオとして公開された。
第1作完成時に当時の日活社長・中村雅哉は、「この作品を新生日活の看板映画として、超大作としてほしい」とコメントしている。

### キャスト（映画・オリジナルビデオ）

#### レギュラーキャラクター
安斉 満（銀行屋）
演 - 哀川翔
東大卒のエリートサラリーマンで、ひかり銀行大阪中央支店の次長。東京の銀座支店、京都の伏見支店を経て、異例の早さで出世しており、まさに「出世街道まっしぐら」であるが、大口顧客・青柳様の預金15億円を使い込み、青柳にバレた為、返済する羽目になった。このことは水沼、怜子、青柳以外は誰も知らない。借金残高15億円（第1作冒頭）。元来の頭の良さを悪事にフル活用し、悪質業者に売り込み、騙し、金を巻き上げる。東京でレストランをしている弟がいる。家族構成は妻ショウコ・娘ミサト。
水沼 正三（水沼はん）
演 - 志賀勝
大阪府警浪速南署捜査四課の警部補。競馬や競輪などのギャンブル中毒で、常に女子高生と援助交際をしており、ねだられると何でも買ってしまう為、借金だらけで全く金が無く、常に借金の取立てから追い掛け回されている。借金残高不明。すぐに拳銃を出すのが癖。着メロは競馬GI西日本開催ファンファーレ。安斉と出会い、安斉の考案したアイデアに乗ることになる。
森下 怜子（怜子ママ）
演 - 夏樹陽子
大阪のクラブ・バセロンのオーナーママ。バブル期には大変繁盛し、ブティックなど多角経営していたものの、不景気により経営はうまく行っていない。借金残高5億円（第1作冒頭）。その美貌を武器に暴れまわる。
青柳 美乃（青柳様）
演 - 絵沢萠子
京都の大富豪で邸宅を構える青柳流家元。銀行担当者の安斉を信頼し、ひかり銀行に15億円を預金していたものの、安斉が全額使い込んでいたことを知る。口止めの代わりに、安斉に1億ずつ返済するよう要請する。口止めの一つなのか、安斉を自宅に呼んで性行為を迫ることもある。
支店長
演 - 浜田光夫（第1作・第2作）、村野武範（第3作 - ファイナル）
ひかり銀行大阪中央支店長。安斉を信頼しきっている。

### スタッフ（映画・オリジナルビデオ）
- 監督：和泉聖治（1,4-8）和泉聖治・香川秀之（2）香月秀之（3,9）
- 製作総指揮：中村雅哉
- 企画：山口友三・吉田達（1,2）吉田達（3,4）吉田達・本間浩一郎（5,6）横手実・横山和幸・吉田達（7,8）猿川直人（9）
- 企画協力：本間浩一郎（7,8）和泉聖治・本間浩一郎（9）
- 原作：「借王」土山しげる/平井りゅうじ/リイド社
- 脚本：松本功・旺季志ずか（1,2）松本功・岩澤勝己（3,4,5）岩澤勝己（6,8）香月秀之（7）香月秀之・土肥清美（9）
- 撮影：鈴木耕一（1-6）近森眞史（7,8）下元哲（9）
- 照明：三萩国明
- 録音：柿澤潔（1,2）曽我薫（3,4）谷村彰治（5,6）中山隆匡（7,8）永口靖（9）
- 編集：福田憲二（1-4）三條知生（5,6）只野信也（7,8）松尾浩（9）
- 美術：坂本亨大
- 助監督：荒川栄二（1,2）金祐彦（3,4）谷口正行（5,6）金佑彦（7,8）M.HONDA（9）
- 音楽：嶋田英二郎・山下力哉（1-8）高瀬ゆい（9）
- スチール：長浜谷普（1,2）加藤光男（3-6）阿部昌弘（7,8）中居挙子（9）
- 琉球舞踏指導：嘉陽則子・諸見喜子（5）
- マリンアクション：石川靖・石川幸次（5）
- 船舶指導：大城一男（5）
- 現像：東映化学、ソニーPCL
- 製作協力：MOVIE BROTHERS CO.,LTD.（1-8） / MOVIE BROTHERS CO.,LTD. フレッシュハーツ ジャパン・エース（9）
- 製作・配給：日活株式会社

### シリーズ一覧
※印はオリジナルビデオ作品

#### 1997年
1. 借王
1997年10月11日公開
- キャスト
  - 不動産会社社長 - 渡辺哲
  - 岡総業組長 岡光春 - 室田日出男
  - 岡総業組員 - 高月忠
  - 岡総業組員 - 内田恵司
  - 岡総業組員 - 城春樹
  - 大阪府警察 浪速南警察署 署長 - 安部譲二
  - 戎興産社長 野田玄太郎 - 三谷昇
  - 戎興産専務 - 坂田雅彦
  - 戎興産 従業員 営業マン 高田 - 町田剛
  - パチンコ店 - 飯島大介
  - ノムラ（取調室） - 殺陣剛太
  - ひかり銀行大阪中央支店 銀行員（窓口） - 古井榮一
  - 京都市役所 都市管理局長 衣笠良平 - 左右田一平
  - スリ - 皆川衆
  - 工藤ファイナンス社長 工藤敏雄 - 堀田眞三

2. 借王2
1997年10月11日公開
- キャスト
  - カジノ客（怜子の客） - 石井光三
  - 代議士 吉川清太郎 - 下元勉（衆議院議員）
  - 吉川清太郎第一秘書 榊俊一 - 中野英雄
  - 吉川清太郎第二秘書 三上政勝 - 中村繁之
  - 山岸建設社長 吉川春樹（代議士 吉川清太郎の息子） - 柳ユーレイ
  - 山岸建設専務 林 - 西田良
  - 大阪府警察 浪速南警察署 署長 - 安部譲二
  - トラック運転手 - 徳井優
  - 笹目土木社長 笹目文治 - 笹野高史
  - 怜子の客 - 北野誠
  - 白川組組長 - 佐川満男
  - 白川組組員 サノ - 上野淳
  - 重機を買い付けた男 - 佐藤蛾次郎
  - 大阪府警本部監察室 室長 ヒロセ - 田島真吾
  - 公安 - 吉田祐健

#### 1998年
3. 借王3
1998年7月4日公開
- キャスト
  - 堂島経営研究所 堂島銀太郎（総会屋） - 萩原流行
  - 堂島の部下 - 山口剛
  - ミヤノ建設 公共建設課長 伏見 - 新藤栄作
  - 貸植木業者従業員 榊俊一 - 中野英雄
  - 伏見良一（伏見の父親） - 織本順吉
  - サキ（女子高生） - 栗林知美
  - 民自党 滋賀県議会議員 馬場 - 亀石征一郎
  - 借金取り - 木村圭作
  - ひかり銀行本店 総務課長 佐古雅之 - 田島真吾（※二役）
  - タチバナ組準構成員 高石 - 木村栄

4. 借王4
1998年7月4日公開
- キャスト
  - 阪南証券 株式担当常務 戸波公一郎 - 清水綋治
  - 阪南証券 株式主任 カナモト - 平賀雅臣
  - 証券担保 山福証券 山根 - 中本賢
  - 朝内製薬 社長 - 江見俊太郎
  - サキ（女子高生） - 栗林知美
  - 九州弁のヤクザ（賭博） - 古井榮一（複数役）
  - サトウ（借金取り） - 佐藤忠志
  - マリコ - 西川峰子
  - 東西銀行 調査部 タカヤ - 須藤正裕
  - 朝内製薬 副社長 - 織田無道
  - リカ（ホステス） - 林由美香
  - タクシー運転手 - 轟二郎
  - 工藤ファイナンス社長 工藤敏雄 - 堀田眞三

#### 1999年
5. 借王 THE MOVIE 沖縄大作戦
1999年2月20日公開
- キャスト
  - 麻生商事 麻生望美 - 南野陽子
  - 博多 キンセイ会 オガタ - 高野拳磁
  - リエ（沖縄舞踊 踊り子） - 夏生ゆうな
  - ひかり銀行大阪中央支店 営業 - 小金沢昇司
  - タキザワ製作所 滝沢健吉 - 横山あきお
  - 国会議員 石山総一郎（防衛省OB） - 三上真一郎
  - 民生党 石山総一郎事務所 秘書 小寺卓也 - 木下ほうか
  - たこ焼き屋の大将 - 松本竜介
  - 防衛省沖縄基地司令 南郷弘 - 石山律雄
  - 安斉美里 - 奥田佳菜子（子役）
  - 中年の男 - 高月忠（子役）
  - 拓洋工機 営業部長 砂田修司 - 石山雄大
  - 拓洋工機 常務 最上雄作（防衛省OB） - 寺田農

6. 借王 ナニワ相場師伝説
1999年7月24日公開
- キャスト
  - 内藤繁樹（北浜の風雲児） - 根津甚八 ※特別出演
  - ヤクザ - 三角八朗
  - 大阪府議会議員 石丸健介 - 出光元
  - 大淀信用金庫 理事長 小野塚正太郎 - 南原宏治
  - 大淀信用金庫 常務 井上 - 河原崎建三
  - 大淀信用金庫 部長 曽根潔 - 片岡五郎
  - 大阪弁のヤクザ（賭博） - 古井榮一（複数役）
  - ワキサカボクシングジム 会長 脇坂雄造 - なべおさみ
  - 瀬田（ワキサカボクシングジム所属 ボクサー） - 庄司哲郎
  - サキ（女子高生） - 栗林知美
  - ミヨシ総業 社長 - 大和武士
  - 証券金融オカキン 岡崎孝 - 中西良太
  - 魚屋の大将 - 石井光三

#### 2000年
7. 借王 THE MOVIE 2000
2000年7月22日公開
- キャスト
  - システム金融・向井グループ会長 向井郷太郎 - 宍戸錠
  - 神永法律事務所 弁護士 神永四郎（システム金融会社顧問弁護士） - 片桐竜次
  - 大阪府警 浪速南警察署 石原 - 宮内洋
  - 喫茶店「ニューピープル」経営 本宮孝夫（安斉の義兄） - 嶋大輔
  - 借金取り - 大槻博之
  - 商工ローン「スピーディー商事」坂上 - 山口仁
  - 商工ローン「スピーディー商事」 - 中野裕斗
  - 商工ローン「スピーディー商事」ミユキ - 海野けい子
  - 街金業者 営業マン - 小林滋央
  - 信用即決融資「ハヤカシ」部長 - 古井榮一（複数役）
  - サキ（女子高生） - 美崎涼香
  - ソノコ・ギャバン - 原ひさ子
  - コウちゃん - 梅津栄

#### 2001年
8. 借王 狙われた学園※
2001年1月26日発売
- キャスト
  - 私立讃徳学園 先生 相原佐織（学園長の姪） - 中村綾
  - シゲモト修 - 野村祐人
  - 私立讃徳学園 学園長 相原肇 - 前田武彦
  - 私立讃徳学園 事務局長 ハンダ - 鹿内孝
  - 大手進学塾「GET」チェーン 会長 桂木義彦 - 白竜
  - サキ（女子高生） - 美崎涼香
  - 大阪府警 浪速南警察署 石原 - 宮内洋
  - イマガワ（受験屋） - 近藤弐吉
  - 私立讃徳学園理事 - 大門正明
  - 稲村成浩（稲村の甥） - 川本淳一
  - 私立讃徳学園筆頭理事 稲村（電話） - 大友龍三郎

#### 2002年
9. 借王 ファイナル※
2002年3月22日発売
- キャスト
  - ひかり銀行 取締役 岸田悟 - 堀田眞三（二役）
  - ひかり銀行 銀行員（安斉の後輩） - 川本淳市（二役）
  - ひかり銀行 調査部 次長 サカグチ - 布川敏和
  - ミサト - 志田未来（子役）
  - 渡辺ボーリング工業 社長 - ゆーとぴあピース
  - はんこ屋 - 寺田農（二役）
  - 怜子の弟 - 加勢大周
  - ひかり銀行 次長 村西 - 小林滋央（二役）
  - ひかり銀行 頭取 岩崎 - 小林勝彦

### テレビ放送（映画・オリジナルビデオ）
第7作「借王THE MOVIE2000」は、『金曜ロードショー』（日本テレビ系列）で放映された。
当日、金曜ロードショーの裏番組としてフジテレビ系列は『タイタニック』を放送していたが、『金曜ロードショー』が同時間帯で同局に次ぐ視聴率2位となった。

## テレビドラマ

### WOWOW
WOWOWの「ミッドナイト☆ドラマ」枠で連続ドラマとして2シーズン放送された。
シーズン1は2009年10月10日 - 11月28日に『借王〈シャッキング〉-銭の達人-』、シーズン2は2011年1月8日 - 2月26日に『借王〈シャッキング〉II-運命の報酬-』のタイトルで放送された。

#### キャスト（WOWOW版）
第1弾
- 水沼正三（45）-　寺島進
- 水沼理恵（35）-　西田尚美
- 上条真人（43）-　堀部圭亮
- 越川元宏（42）-　吹越満
- 徳井勇太郎（48）-　升毅
- 猪熊邦夫（42）-　相島一之
- 南田景子（30）- 田丸麻紀
- 磯村健一（63）-　大杉漣
- 猪熊善三（70）-　田口計
- 向井早智子（38）-　渡辺典子
- 越川源一郎（72）-　山本圭
- 蛇島 譲二 - 嶋田久作
- 小市慢太郎
- 池田成志
- いとうあいこ
- 松嶋 聡（48）- 小木茂光
- 橋本じゅん
- 小林隆
- 田中要次

第2弾
- 本郷啓輔（35） - 中村俊介
- 黒木美穂（35） - 本上まなみ
- 越川元宏（42） - 吹越満
- 石田優子（35） - 霧島れいか
- 中山由香（27） - 上原美佐
- 平井邦夫（46） - 温水洋一
- 津島五郎 - 佐野史郎
- 飯島三郎（59） - 螢雪次朗
- 絹道教授（62） - 志賀廣太郎
- 徳井勇太郎（48） - 升毅
- 磯村健一（63） - 大杉漣
- 松嶋 聡（48） -  小木茂光
- 山村 陵（69） - 石橋蓮司
- 金子昇
- 伊藤裕子
- 小橋めぐみ
- キャバクラ譲 - 杜野まこ
- 長山学園の先生 - 高林由紀子

#### スタッフ（WOWOW版）
- 脚本・監督 - 香月秀之
- 主題歌 - パク・ヘジン
- プロデューサー - 青木泰憲(WOWOW)、櫻井一葉(フレッシュハーツ)
- 企画協力 - 柴田幹雄(リイド社)
- 製作協力 - フレッシュハーツ
- 製作著作 - WOWOW

### テレビ東京
2014年12月17日にテレビ東京系水曜ミステリー9枠で『借王＜シャッキング＞〜華麗なる借金返済作戦〜』のタイトルで放送。主演は映画版と同じく哀川翔。

#### キャスト（テレビ東京版）
- 安斉満 - 哀川翔
- 森下怜子 - 賀来千香子
- 中田英時 - 渡部秀
- 山本忠秀（ひかり銀行支店長） - 石丸謙二郎
- 青柳美乃 - 石井苗子
- 安斉泉（安斉の妻） - 藤吉久美子
- 安斉美香（安斉の娘） - 福地桃子
- 能面 - 永倉大輔
- 西川 - 中村讓
- 南田 - 掛田誠
- 南田夫人 - 松本じゅん
- 牧場のおじさん - 坂本あきら
- 中田洋子 - 前田美波里（特別出演）
- 浮田常男 - 袴田吉彦
- 信然大介 - 木村祐一
- 榊原兼人 - 板尾創路

#### スタッフ（テレビ東京版）
- 監督 - 香月秀之
- 脚本 - 香月秀之、呑繁
- 音楽 - MOKU
- 撮影 - 小林元
- 編集・VFX - 人見健太郎
- 技斗 - アーバンアクターズ
- 技術協力 - アップサイド
- 照明協力 - アペックス
- 美術協力 - 山崎美術
- 音響効果 - メディアハウスサウンドデザイン
- 編集・MA - 東映デジタルラボ
- プロデューサー - 濱谷晃一(TX)、不破敏之、桜井卓也(PROTX)、櫻井一葉(フレッシュハーツ)
- 企画協力 - 柴田幹雄(リイド社)
- 製作協力 - フレッシュハーツ
- 製作著作 - テレビ東京、BSジャパン、PROTX